# 오컬팅 디스크

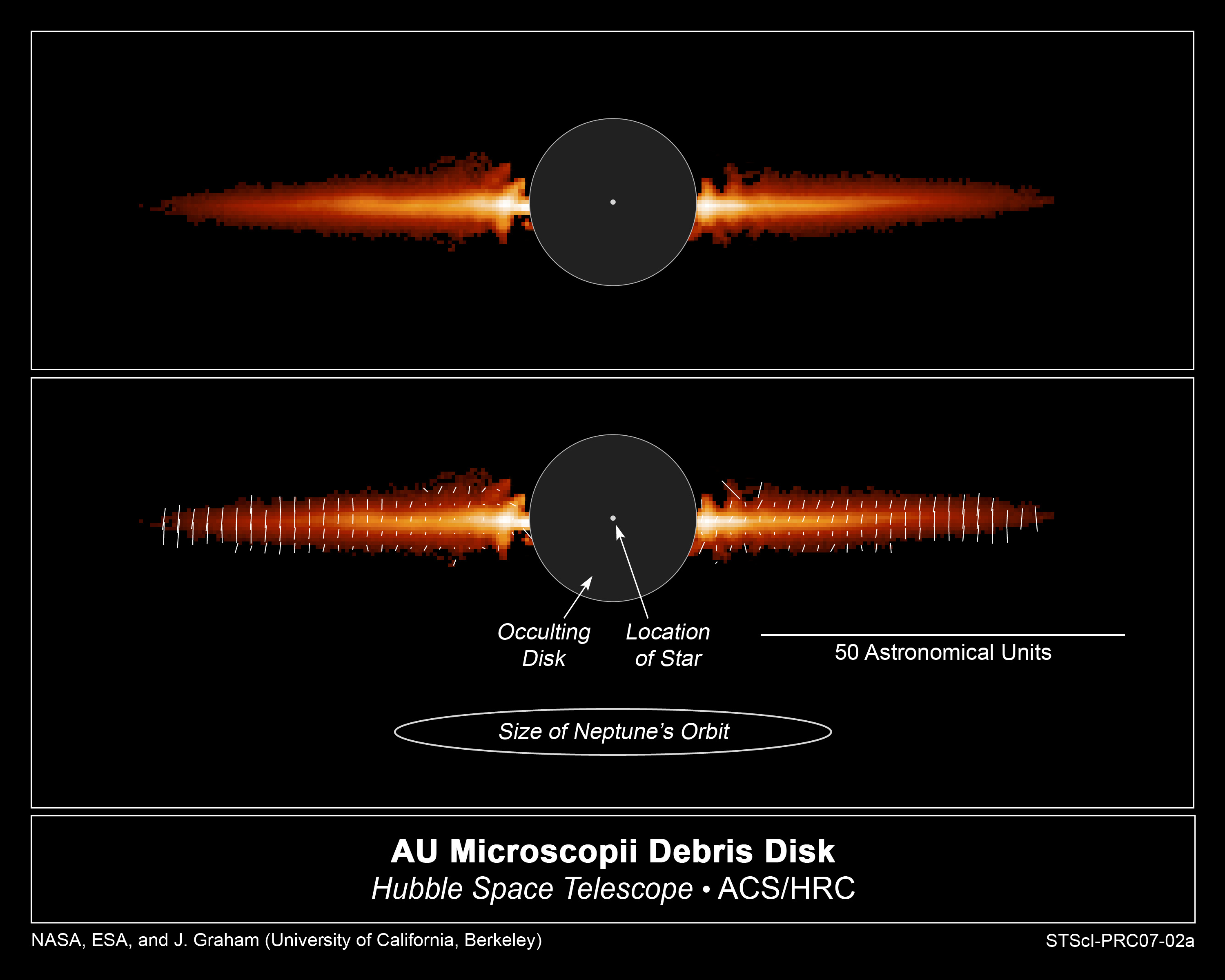
허블망원경의 오컬팅 디스크

STEREO의 오컬팅 디스크

오컬팅 디스크는 작은 디스크(판)으로, 망원경으로 밝은 물체 주변의 어두운 물체를 관측할 때 사용할 때 도와주는 판이다. 코로나그래프가 대표적인 오컬팅 디스크를 사용한 천체 관측 기술이자 망원경이며, 외계 행성 발견에도 오컬팅 디스크가 사용되기도 한다. 자연현상으로 예를 들자면 개기일식 때 달이 오컬팅 디스크 역할을 한다고 보면 된다.

## 같이 보기
- 뉴 월드 미션
- 우주 차광판